# Hildaites
A Hildaites a fejlábúak (Cephalopoda) osztályának fosszilis Ammonitida rendjébe, ezen belül a Hildoceratidae családjába tartozó nem.

## Tudnivalók
A Hildaites az alsó jura pliensbachi korszak Emaciatum zónájában jelent meg, valószínűleg a Protogrammoceras genus leszármazottjaként, és az alsó toarci korszak Serpentinum zónájában halt ki, 183-174 millió évvel ezelőtt. A Hildoceras genus evolúciós őse. A toarci Mediterrán Provinciában a Serpentinum/Falciferum zóna rétegsorai a Ny-Európai Provinciában szintjelző Harpoceratinae-nemek hiányában a különböző Hildaites-fajok alapján tagolhatók. A genus világszerte elterjedt, maradványaik Európa, Észak-Afrika, Madagaszkár, Szaúd-Arábia, a Kaukázus, Irán, Grönland, Észak- és Dél-Amerika, valamint ÉK-Oroszország területén kerültek elő. Magyarországon a Mecsek, a Bakony (Bakonycsernye, Lókút, Szentgál, Úrkút) és a Gerecse toarci rétegeiből ismert. A magyar középhegységi faunákban mindkét európai faunaprovincia jellegzetes Hildaites-fajai megtalálhatók.
Morfológiai jellemzők: evolut, planulált váz, enyhén domború kanyarulatoldal, keskeny, alacsony, carinált-sulcált venter, ovális, trapéz vagy téglalap alakú kanyarulat-metszet, egyszerű, ritkán kettéágazó, szinuszos bordák. Hildoceratid lobavonal: rövid, keskeny ventrális loba (E), hosszabb, közepesen széles, egyszerű oldal-loba (L), rövid, egyenes köldök-lobák (U), széles, osztott ventrális nyereg (ES), keskenyebb első oldalnyereg (LS1). A Hildaitest ivari kétalakúság jellemzi.
Közvetlen rokonai a Hildoceratinae alcsaládba tartozó, hasonló morfológiájú genusok: Orthildaites, Hildoceras, Cingolites, Urkutites. A Hildocerastól az eltérő sztratigráfiai elterjedés, illetve morfológiai szempontból a kanyarulatoldalakon lévő árok hiánya különbözteti meg.

## Rendszerezés
A nembe az alábbi 15 faj tartozik:
- Hildaites bisulcatus Sassaroli & Venturi, 2012
- Hildaites calamantis Sassaroli & Venturi, 2012
- Hildaites crassus (Guex, 1973)
- Hildaites evolutus Sassaroli & Venturi, 2012
- Hildaites exilis Venturi, 1973
- Hildaites forte (Buckman, 1921)
- Hildaites levisoni (Simpson, 1843)
- Hildaites murleyi (Moxon, 1841)
- Hildaites planiventris Sassaroli & Venturi, 2012
- Hildaites pseudolevisoni Venturi, 1981
- Hildaites serpentiniformis Buckman, 1921
- Hildaites striatus Guex, 1973
- Hildaites subserpentinus Buckman, 1921 - típusfaj
- Hildaites undicosta (Merla, 1933)
- Hildaites wrighti (Spath, 1913)